# Don't Look Any Further
Don't Look Any Further è un singolo del cantante statunitense Dennis Edwards, pubblicato il 3 aprile 1984 come primo estratto dall'album omonimo.
Il singolo ha visto la collaborazione della cantante statunitense Siedah Garrett.

## Successo commerciale
Il brano raggiunse la seconda posizione nella classifica Billboard Black Singles e la posizione numero 72 nella Billboard Hot 100.
Anche la canzone diss di 2Pac " Hit 'Em Up "e la canzone" How Do U Want It ",lato B del suo singolo del 1996 , campionano "Don't Look Any Further".

## Tracce
7" vinile
1. Don't Look Any Further
2. I Thought I Could Handle It